# James Wright Gordon

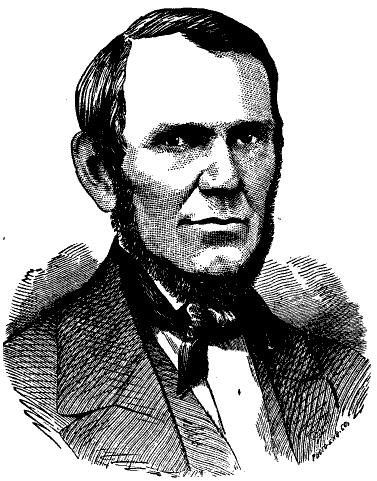
James Wright Gordon

James Wright Gordon (* um 1809 in Plainfield, Connecticut; † Dezember 1853 in Pernambuco, Brasilien) war ein US-amerikanischer Politiker und von 1841 bis 1842 der 3. Gouverneur von Michigan.

## Frühe Jahre
Das genaue Geburts- und Sterbedatum von Gordon ist nicht bekannt. Die Quellen gehen von dem Jahr 1809 als seinem Geburtsjahr aus. Gordon studierte an der Harvard University. Nach einem Jurastudium in New York begann er in Marshall (Michigan) als Anwalt zu arbeiten.

## Politische Laufbahn
1839 wurde Gordon als Mitglied der Whigs in den Senat von Michigan gewählt. Bei den Gouverneurswahlen des Jahres 1839 wurde er als Kandidat seiner Partei zum neuen Vizegouverneur gewählt und nach dem Rücktritt des amtierenden Gouverneurs William Woodbridge am 23. Februar 1841 musste er das Amt des Gouverneurs übernehmen. Seine Aufgabe war es, die noch bis zum 3. Januar 1842 laufende Amtszeit seines Vorgängers zu beenden. In diesen elf Monaten konnte er keine politischen Signale setzen.

## Weiterer Lebenslauf
Zwischen 1850 und 1853 war Gordon als amerikanischer Konsul im brasilianischen Pernambuco tätig. Dort kam er im Dezember 1853 durch einen Sturz von einem Balkon ums Leben. Über seinen familiären Status ist nichts bekannt. James Gordon wurde in Brasilien beigesetzt.